# Cantonul Agen-Sud-Est
Cantonul Agen-Sud-Est este un canton din arondismentul Agen, departamentul Lot-et-Garonne, regiunea Aquitania, Franța.

## Comune
- Agen (parțial, reședință)
- Boé
- Bon-Encontre